# Echinocereus cinerascens
Echinocereus cinerascens (alicoche cocuá) es una especie endémica de alicoche de la familia Cactaceae que se distribuye en estados del centro y norte de México. La palabra cinerascens es de origen latino y hace referencia al color grisáceo de sus espinas.

## Descripción
Crece con ramificaciones y forma agrupaciones de tallos postrados o erectos. El tallo es cilíndrico, de color verde brillante, de hasta 30 cm de largo y de 2 a 12 cm de ancho. Tiene de 5 a 12 costillas, con tubérculos bien desarrollados. Tiene de 1 a 6 espinas centrales, rectas o divergentes, son de color rosa a naranja de 4.5 cm de largo. Tiene entre 6 y 10 espinas radiales, de tonos amarillentos a blancuzcos y de 1 a 4 cm de largo. La flor crece en el ápice de los tallos, es funeliforme de color rosado magenta de 7 a 10 cm de largo y 6 a 12 cm de ancho. El fruto que produce es espinoso de 2 a 3 cm de diámetro y de color verde.

## Distribución y hábitat
Se distribuye en Guanajuato, Hidalgo, Ciudad de México, Estado de México, Querétaro, San Luis Potosí, Tamaulipas y Zacatecas en México. Habita en matorrales de mezquite (Prosopis) y en matorrales xerófilos en elevaciones cercanas a 1600 m s. n. m.

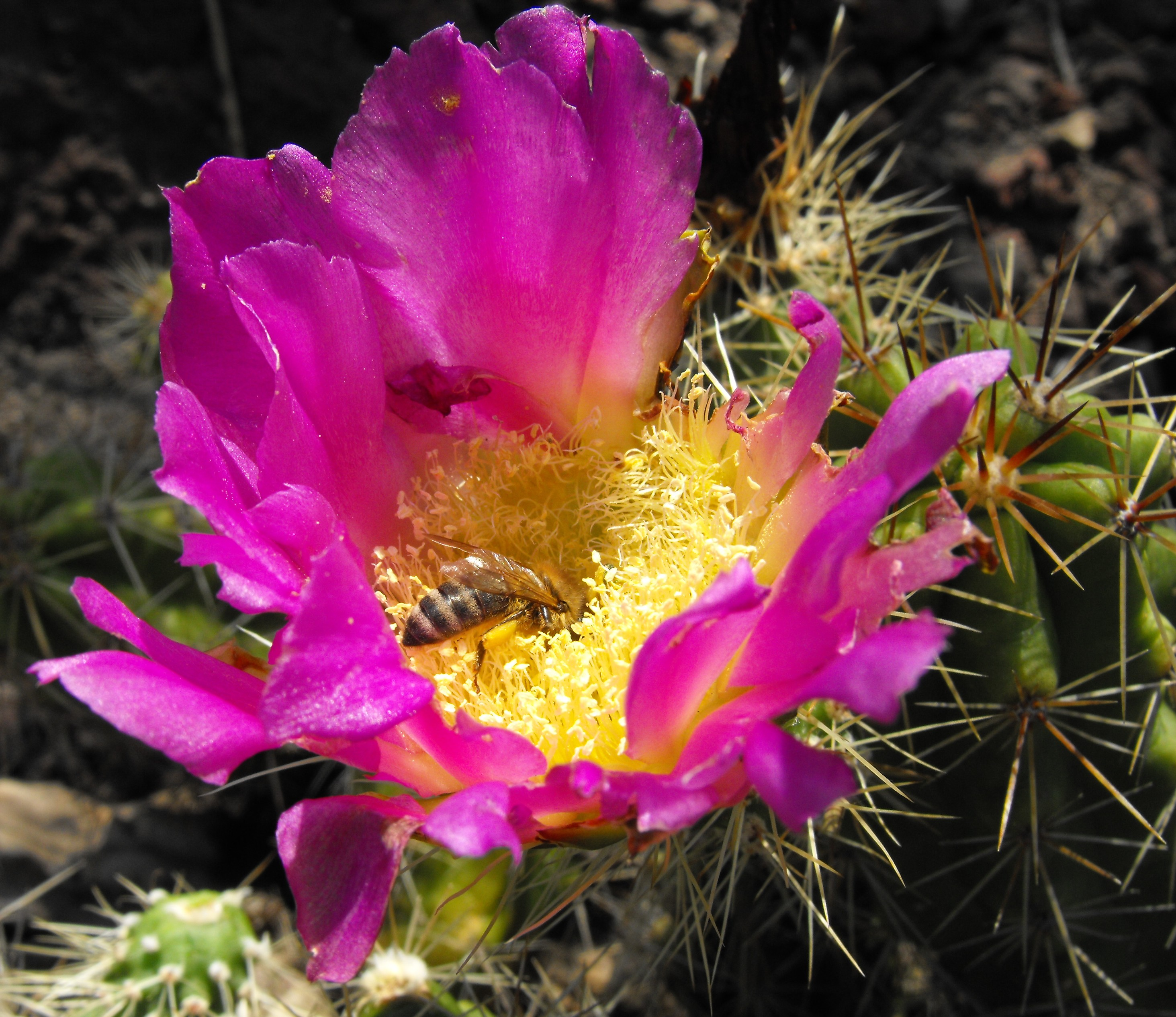
Dettale de la flor de Echinocereus cinerascens

## Estado de conservación
Su área de distribución es bastante amplia por lo que algunas poblaciones se distribuyen dentro de algunas áreas protegidas, además, es una especie muy común por lo que no se encuentra amenazada o en peligro a pesar de cierto disturbio en su hábitat.